# South Lopham
South Lopham – wieś i civil parish w Anglii, w Norfolk, w dystrykcie Breckland. W 2011 civil parish liczyła 393 mieszkańców.